# スイスのビール
スイスのビール（英語: Beer in Switzerland）ではスイスで製造されるビールの概要について記す。
スイス各地で地ビールが醸造されている。隣国ドイツは「ビール大国」のイメージもあるが、スイス国民はドイツビールではなく、スイス国産ビールを好む傾向にある。
フェルトシュレッスヘン
ラインフェルデン (アールガウ州)で醸造されるビール。1876年創業でスイス最大手のビールである。
オリジナル以外にヴァイツェン、黒、アンバー、ストロングなどを製造している。
2009年にイグノーベル平和賞を受賞したスイスベルン大学による「ビール瓶は人の頭蓋骨を割ることができるのか。また、可能な場合、空き瓶と空けていない瓶、どちらが強力か」の実験では、フェルトシュレッスヘンの0.5リットル瓶が使用された。
アッペンツェラー (Appenzeller)
アッペンツェルのロッヒャー醸造所で醸造されるビール。
この地方の民族衣装を着た人の絵などがラベルに描かれており、30種類ほどある。
BFM
Brasserie des Franches-Montagnes
1997年創業。ワインや醸造酒の樽と自然酵母を用いて1年間発酵熟成させ、ブレンドしてから瓶詰されるビールが特徴。
スイスのクラフトビール界を牽引してきたと言われる。

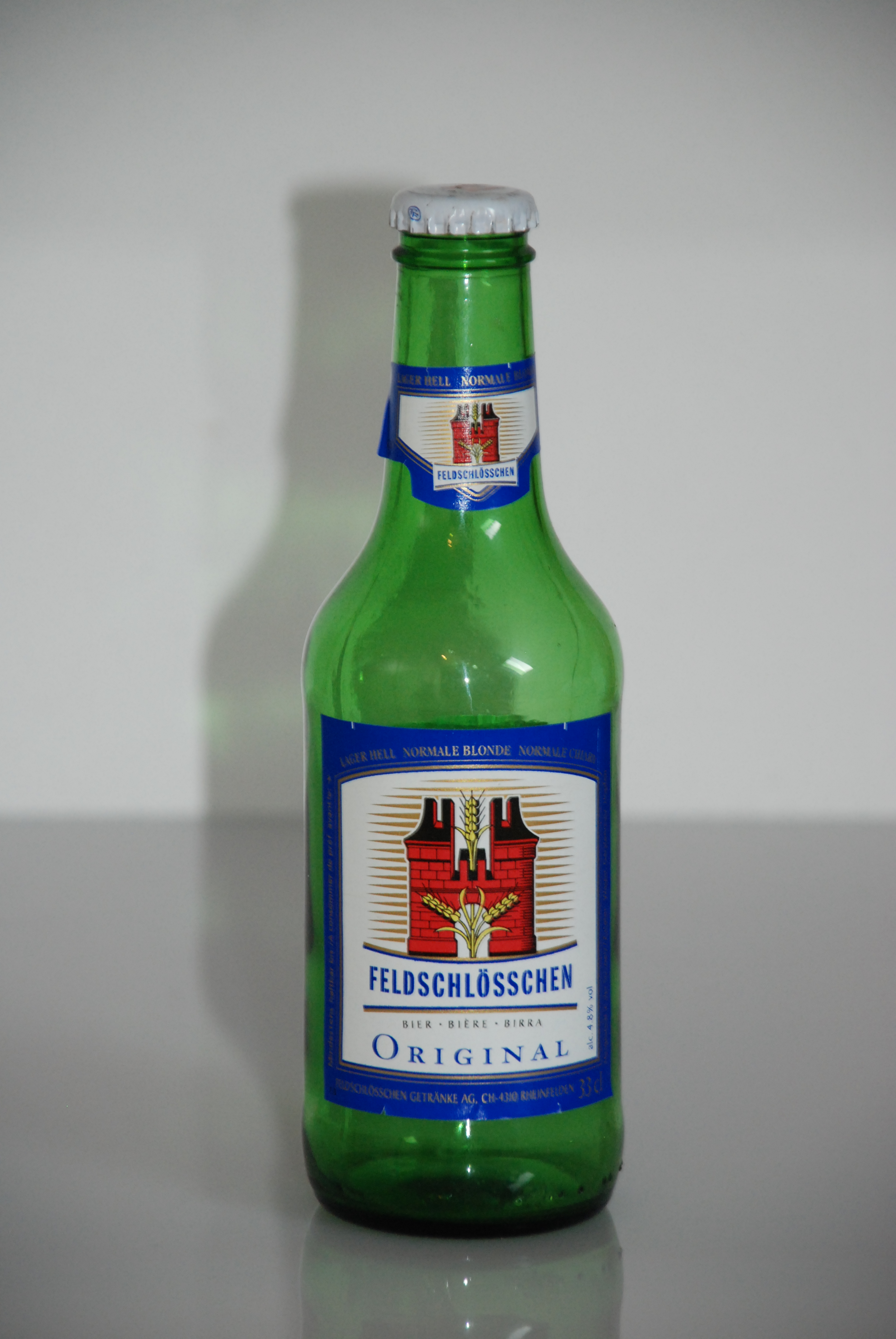
フェルトシュレッスヘン オリジナル
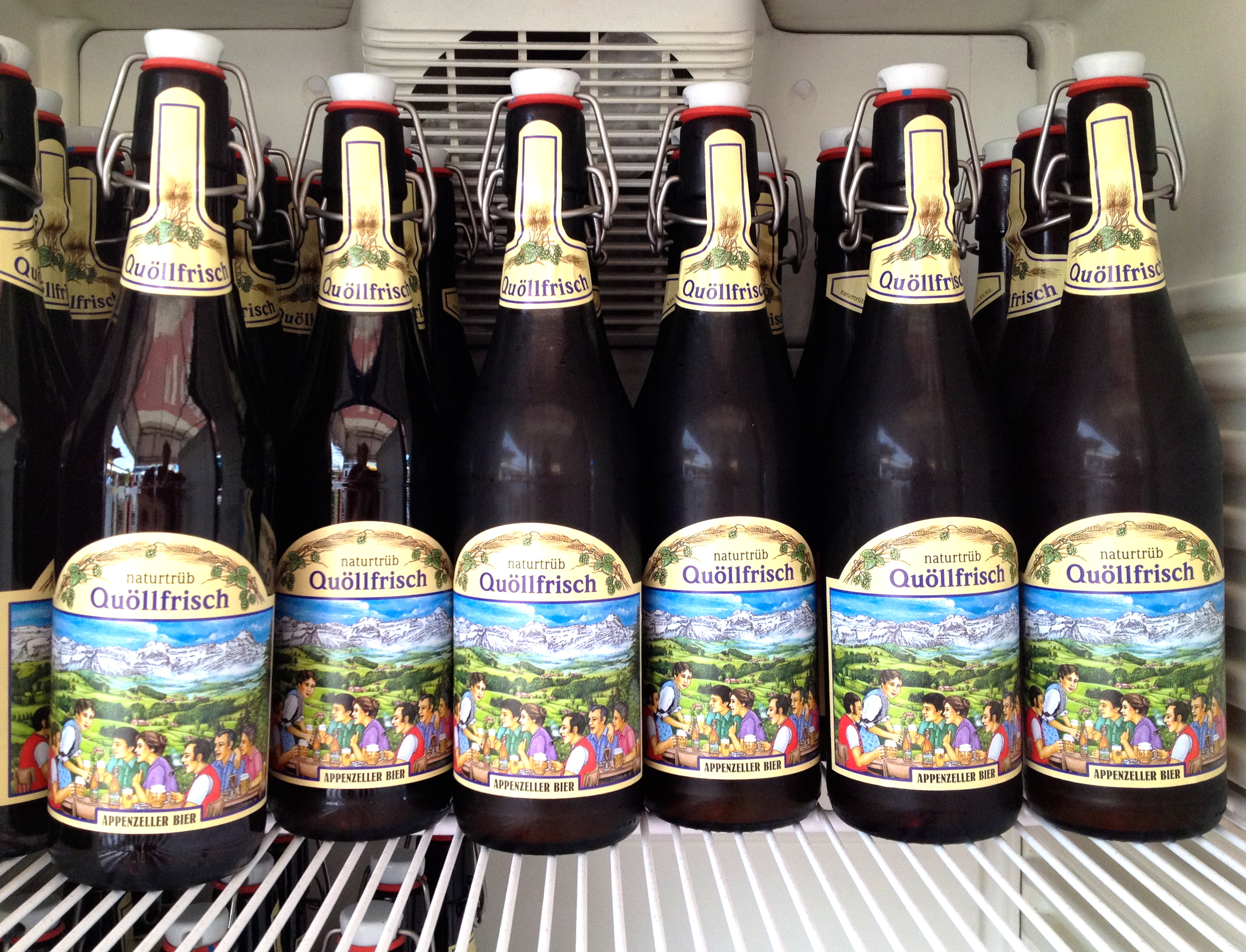
アッペンツェラー
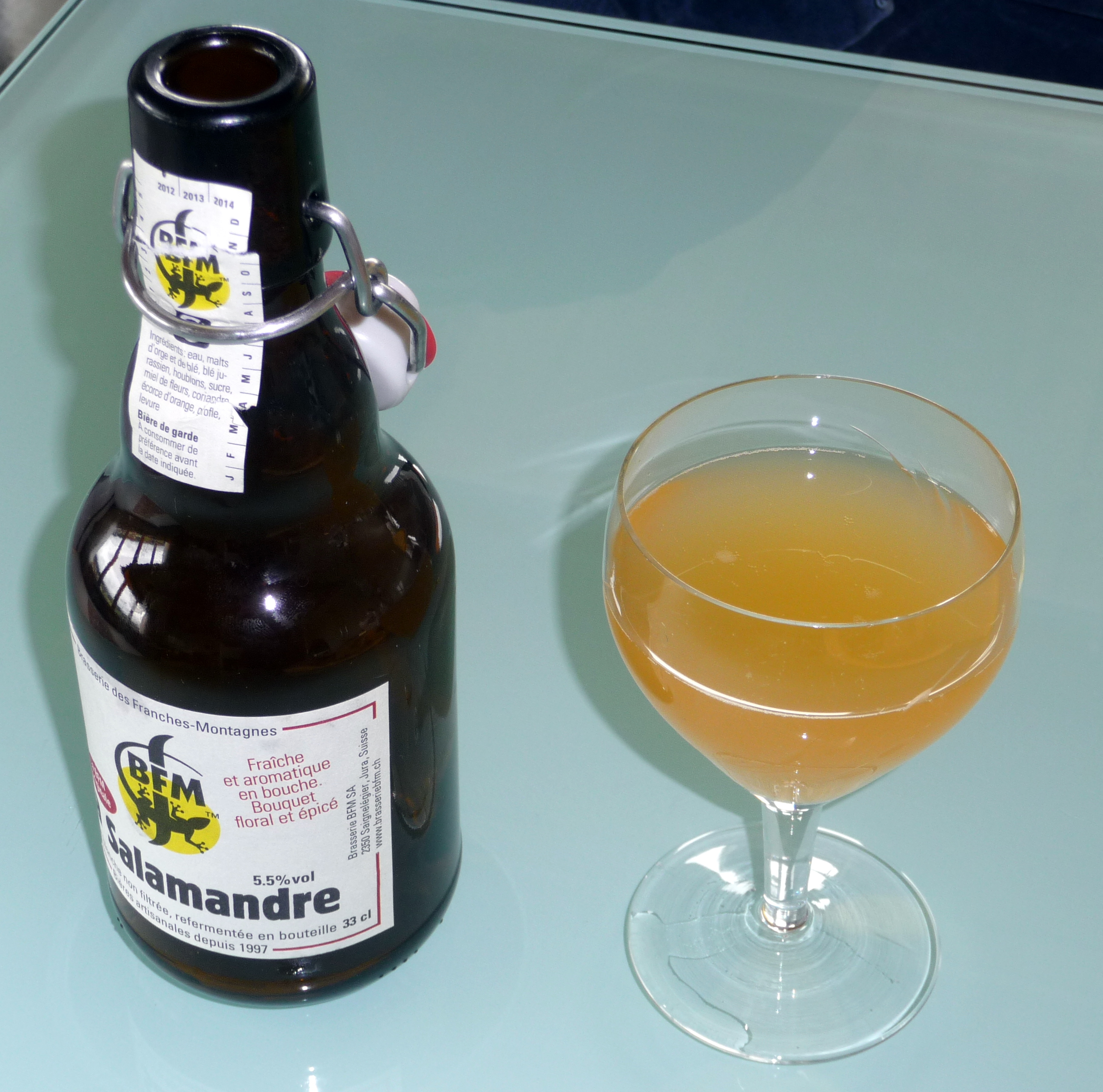
BFM ラ・サラマンダー